# Cibory Gałeckie (gromada)
Cibory Gałeckie – dawna gromada, czyli najmniejsza jednostka podziału terytorialnego Polskiej Rzeczypospolitej Ludowej w latach 1954–1972.
Gromady, z gromadzkimi radami narodowymi (GRN) jako organami władzy najniższego stopnia na wsi, funkcjonowały od reformy reorganizującej administrację wiejską przeprowadzonej jesienią 1954 do momentu ich zniesienia z dniem 1 stycznia 1973, tym samym wypierając organizację gminną w latach 1954–1972.
Gromadę Cibory Gałeckie z siedzibą GRN w Ciborach Gałeckich utworzono – jako jedną z 8759 gromad – w powiecie łomżyńskim w woj. białostockim, na mocy uchwały nr 18/V WRN w Białymstoku z dnia 4 października 1954. W skład jednostki weszły obszary dotychczasowych gromad Cibory Gołeckie, Cibory Chrzczony, Cibory Kołaczki, Cibory Witki, Krzewo Plebanki, Krzewo Nowe, Krzewo Stare, Grabowo Stare i Grabowo Nowe ze zniesionej gminy Chlebiotki oraz Jawory Klepacze ze zniesionej gminy Rutki w tymże powiecie. Dla gromady ustalono 12 członków gromadzkiej rady narodowej.
13 listopada 1954 roku gromada weszła w skład nowo utworzonego powiatu zambrowskiego.
1 stycznia 1958 roku gromadę Cibory Gałeckie zniesiono, włączając jej obszar do gromad Zambrzyce-Króle (wsie Jawory Klepacze i Jaworki oraz kolonię Konopki Leśne), Chlebiotki Nowe (wsie Grabowo Nowe i Grabowo Stare) i Zawady (wsie Cibory Gałeckie, Cibory-Chrzczony, Cibory-Kołaczki, Cibory-Witki, Cibory-Marki, Cibory-Krupy, Krzewo Nowe, Krzewo Stare i Krzewo-Piebanki).